# Nhân vật chính

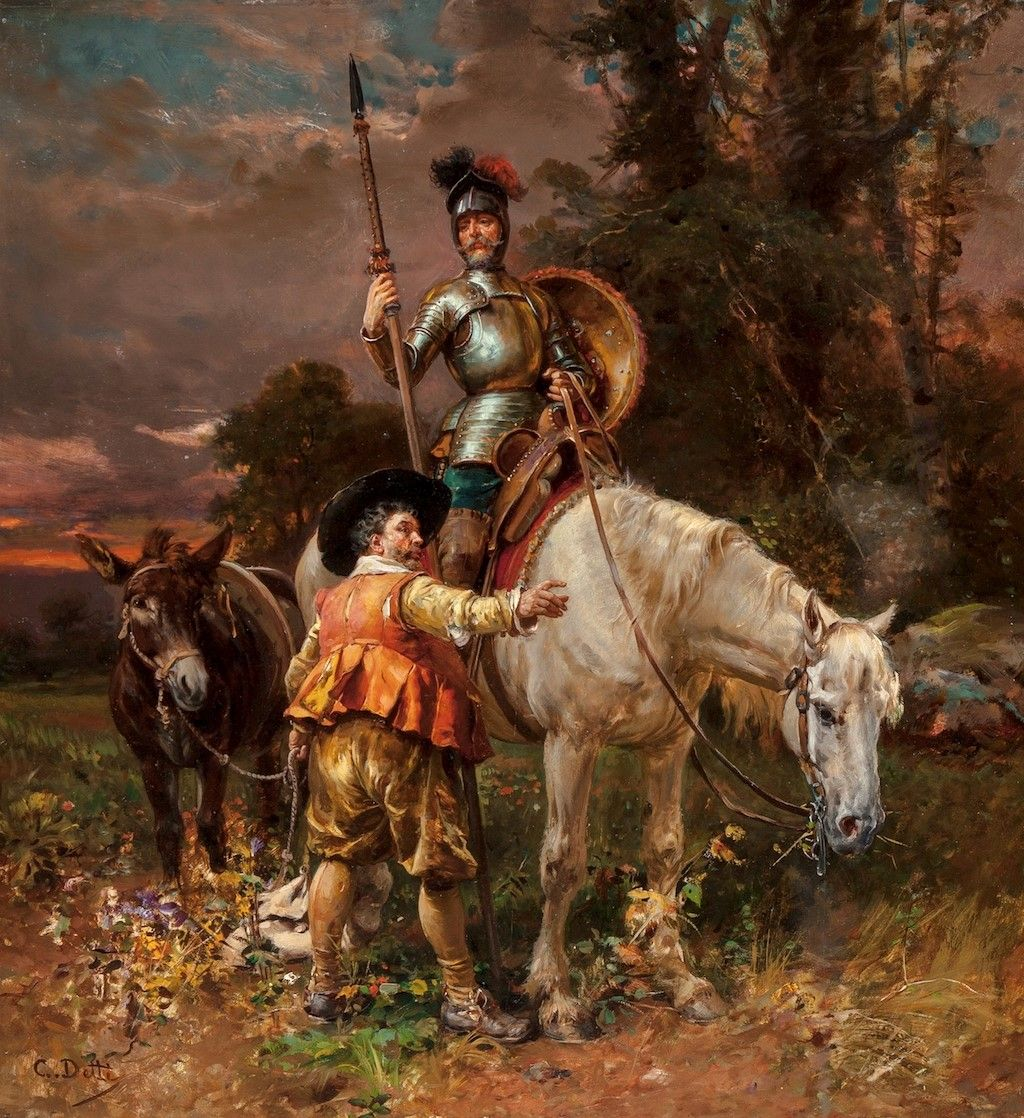
Nhân vật chính "Đông-Ki-xốt" (Don Quixote)

Nhân vật chính (tiếng Anh: Protagonist, xuất phát từ tiếng Hy Lạp cổ đại: πρωταγωνιστής/protagonistes), có nghĩa là "một trong những người đóng vai đầu tiên" hay "diễn viên chính") là một nhân vật đóng vai trò trung tâm, xuyên suốt, chủ đạo trong một tác phẩm văn học, sân khấu, điện ảnh, hoặc âm nhạc (một live show, một chương trình ca nhạc...), trong các tác phẩm văn học, nghệ thuật, điện ảnh thì nhân vật chính thường được tập trung thể hiện hình ảnh cá nhân và nêu lên những tư tưởng, quan điểm chủ đạo của tác giả trong tác phẩm của mình, nhân vật chính thường được kết thúc trong xung đột và giải quyết xung đột với nhân vật phản diện. Nhân vật chính có thể là người tốt hoặc kẻ xấu. Theo ngôn ngữ văn chương, nhân vật chính anh hùng (nam tính) hoặc nữ anh hùng (nữ tính) thường được ngưỡng mộ vì những thành tựu và phẩm chất cao quý của họ. Những anh hùng được ca ngợi vì sức mạnh, lòng dũng cảm, đức hạnh và danh dự của họ, và được coi là "những người tốt" của câu chuyện. Ngày nay, thuật ngữ nhân vật chính được hiểu theo nghĩa rộng đề cập đến nhân vật (người) đang được nhắc đến trong một câu chuyện, một buổi hội thoại, một sự kiện hoặc một vụ bê bối.